# سیارک ۹۰۵۶۴
سیارک ۹۰۵۶۴ (به انگلیسی: 90564 Markjarnyk، نامگذاری:2004GJ2) نود هزار و پانصد و شصت و چهارمین سیارک کشف شده‌است که در ۱۲ آوریل ۲۰۰۴ کشف شد.